# مایک دی پلاسیدو
مایک دی پلاسیدو (انگلیسی: Mike De Placido؛ زادهٔ ۹ مارس ۱۹۵۴) بازیکن فوتبال اهل بریتانیا است.
از باشگاه‌هایی که در آن بازی کرده‌است می‌توان به باشگاه فوتبال یورک سیتی اشاره کرد.
وی همچنین در تیم ملی فوتبال جوانان انگلستان بازی کرده‌است.